# A.F.C. Totton
Câu lạc bộ Totton là một câu lạc bộ bóng đá trực thuộc Hiệp hội bóng đá Hampshire, có trụ sở tại Totton, Hampshire, Anh. Câu lạc bộ hiện đang chơi tại Southern League Premier Division South.

## Thành tích
- Southern League[3]
  - Nhà vô địch Division One South & West mùa giải 2010–11
- Wessex League[3]
  - Nhà vô địch Premier Division mùa giải 2007–08
  - Nhà vô địch League Cup các mùa giải 1989–90, 2002–03, 2005–06
- Hampshire League[3][4][5]
  - Nhà vô địch Division One các mùa giải 1981–82, 1984–85
  - Nhà vô địch Division Two các mùa giải 1930–31, 1966–67
- Hampshire League West[6]
  - Nhà vô địch mùa giải 1924–25
- New Forest League[5]
  - Nhà vô địch các mùa giải 1905–06, 1910–11, 1913–14, 1919–20, 1925–26, 1926–27, 1947–48, 1960–61, 1961–62
- Hampshire Senior Cup[7][8][9]
  - Nhà vô địch mùa giải 2009–10, 2010–11
- Russell Cotes Cup[5][8][10]
  - Nhà vô địch các mùa giải 1938–39, 1981–82, 1998–99
- Southampton FA Senior Cup[11]
  - Nhà vô địch các mùa giải 1928–29, 1929–30, 1946–47, 1980–81, 1981–82
- Wessex League[10]
- Echo Trophy[10]
  - Nhà vô địch mùa giải 1981–82
- Reg Mathieson Trophy[10]
  - Nhà vô địch mùa giải 1981–82
- Hampshire Intermediate Cup[5]
  - Nhà vô địch các mùa giải 1946–47, 1966–67, 1981–82, 1982–83
- Hampshire Junior Cup[5]
  - Nhà vô địch mùa giải 1913–14
- New Forest League Challenge Cup[5]
  - Nhà vô địch mùa giải 1905–06
- Perkins Charity Cup[5]
  - Nhà vô địch các mùa giải 1909–10, 1912–13, 1913–14, 1926–27, 1957–58, 1960–61